# Liste der Kulturdenkmäler in Laufersweiler
In der Liste der Kulturdenkmäler in Laufersweiler sind alle Kulturdenkmäler der rheinland-pfälzischen Ortsgemeinde Laufersweiler aufgeführt. Grundlage ist die Denkmalliste des Landes Rheinland-Pfalz (Stand: 27. Oktober 2023).

## Denkmalzonen
| Bezeichnung                                  | Lage                            | Baujahr  | Beschreibung                                                   | Bild                           |
| -------------------------------------------- | ------------------------------- | -------- | -------------------------------------------------------------- | ------------------------------ |
| Denkmalzone Jüdischer Friedhof Laufersweiler | am nordwestlichen Ortsrand Lage | vor 1800 | wohl vor 1800 angelegt; 58 Grabsteine, 19. und 20. Jahrhundert | weitere Bilder Fotos hochladen |

## Einzeldenkmäler
| Bezeichnung                       | Lage                 | Baujahr         | Beschreibung | Bild                           |
| --------------------------------- | -------------------- | --------------- | --- | ------------------------------ |
| Gemeinde- und Backhaus            | Auf der Linde 1 Lage | 18. Jahrhundert | eingeschossiger Fachwerkbau, teilweise verschiefert, 18. Jahrhundert                                                     | weitere Bilder Fotos hochladen |
| Evangelische Kirche               | Die Fahrt 1 Lage     | 1892/93         | neuromanischer Schieferbruchsteinsaal, 1892/93                                                                           | weitere Bilder Fotos hochladen |
| ehemalige Synagoge                | Kirchgasse 6 Lage    | 1911            | Putzbau, 1911 | weitere Bilder Fotos hochladen |
| Katholische Kirche St. Laurentius | Kirchgasse 7 Lage    | 1842            | romanisierender Saalbau, 1842                                                                                            | weitere Bilder Fotos hochladen |
| Wohnhaus                          | Unterdorf 3/5 Lage   | 1786            | ehemalige Thurn und Taxis’sche Poststation; Fachwerkbau, teilweise massiv und verschiefert, Mansarddach, bezeichnet 1786 | BW                             |
| Quereinhaus                       | Unterdorf 11 Lage    | 19. Jahrhundert | Fachwerk-Quereinhaus, teilweise massiv, 19. Jahrhundert                                                                  | BW                             |

## Ehemalige Kulturdenkmäler
| Bezeichnung | Lage              | Baujahr         | Beschreibung                                                        | Bild |
| ----------- | ----------------- | --------------- | ------------------------------------------------------------------- | ---- |
| Backhaus    | Burenbach 14 Lage | 19. Jahrhundert | eingeschossiger Putzbau, 19. Jahrhundert; aus Denkmalliste gelöscht | BW   |